# Свифт, Скитер
Харли Э. «Скитер» Свифт (англ. Harley E. "Skeeter" Swift; 19 июня 1946 года, Алегзандрия, штат Виргиния, США — 20 апреля 2017 года) — американский профессиональный баскетболист, выступавший в Американской баскетбольной ассоциации, отыграв пять неполных из девяти сезонов её существования.

## Ранние годы
Скитер Свифт родился 19 июня 1946 года в городе Алегзандрия (штат Виргиния), где посещал среднюю школу имени Джорджа Вашингтона, в которой играл за местную баскетбольную команду.